# Ratchet & Clank (jogo eletrônico de 2016)
Ratchet & Clank é um jogo eletrônico de plataforma desenvolvido pela Insomniac Games e publicado pela Sony Computer Entertainment para a PlayStation 4. É uma re-imaginação do primeiro jogo da série Ratchet & Clank e baseado no filme criado pela Rainmaker Entertainment e Blockade Entertainment. Originalmente planejado para ser lançado em 2015, foi adiado juntamente com o filme para 12 de Abril de 2016 na América do Norte, 15 de Abril na França, 20 de Abril nas regiões PAL e 22 de Abril no Reino Unido.

## Jogabilidade
Apesar de ser uma re-imaginação do primeiro jogo, Ratchet & Clank tem vários elementos retirados dos vários jogos da série, como a opção de correr para o lado (strafing) e a inclusão de armas que foram introduzidas depois do primeiro jogo. Também terá armas novas com a Pixelizer, que dá aos inimigos uma aparência de 8-bit explosivos.

## Desenvolvimento
Ratchet & Clank foi anunciado durante a conferencia de imprensa da Sony na E3 2014. Os estúdios da Insomniac Games da Califórnia e da Carolina do Norte são responsáveis pela produção. Alguns produtores do primeiro jogo estão a trabalhar neste, tal como o director de design Brian Allgeier, o director do estúdio da Carolina do Norte Chad Dezern, e Shaun McCabe director do jogo e que lidera o projecto. Durante a E3 2015 foi mostrado o primeiro video com a jogabilidade.
Originalmente para ser lançado em 2015, foi adiado para 2016 para ser lançado juntamente com o filme. Os jogadores que pré-reservarem o jogo recebem uma arma extra, o Bouncer, que já foi usada em jogos anteriores da série.

## Recepção

### Análises
Ratchet & Clank foi bem recebido pela critica da especialidade. Os elogios focaram-se em vários aspectos incluindo a jogabilidade, os gráficos e o humor. Enquanto que a história teve uma recepção variada, com algumas análises a fazerem notar a sua simplicidade e a ligação com o filme, as criticas recaíram sobretudo sobre a similaridade do jogo com os títulos anteriores da série, não aproveitando a capacidade da PlayStation 4. No site de pontuações agregadas Metacritic, Ratchet & Clank conseguiu 86/100, indicando "análises geralmente favoráveis".